# 村上俊吉
村上 俊吉（むらかみ しゅんきち、1847年8月20日（弘化4年7月10日） - 1916年（大正5年）5月6日）は、日本の実業家であり、日本組合基督教会の牧師である。神戸で今村謙吉と共に七一雑報を創刊した。

## 生涯

### 幼少期
相模小田原藩の藩医福地貸庵の末子で、江戸麻布六本木の藩の中屋敷に生まれた。幼名を蘇之吉という。大久保忠真の正室清蓮院の侍医だった。幼少期に父が急逝し、長兄の下で育てられる。1858年（安政5年）2月の大火事で長兄の家が焼失する。その後、長兄福地玄冲が小田原藩の藩医として召抱えられ200石の俸禄を与えられた。
藩本屋敷内の塾で漢学を学ぶ。15歳のときに摂津三田藩の藩医村上恒庵の養子になり、名を俊庵と改める。養父恒庵により木挽町の小児科医柴田芳庵のところに行くことになった。そこで、薬の調合と包み方、黄帝内経素問、金櫃要略、傷寒論などを学んだ。

### 三田時代
半年後幕府と藩の命令により、江戸在住の藩士は家族共々に帰国せよとの命令が下り三田に戻った。三田では新設された藩校のコース造士館の白洲退蔵(白洲次郎の祖父)の下で学んだ。親子で緒方洪庵の下で西洋医学を学ぶことが決まったが、1863年（文久3年）12月29日に養父が急逝し、武士の身分になる。
1864年（元治元年）に馬関戦争が起こり三田藩は大坂の町の西の入り口の神埼（尼崎市）にある砦の守りを固める役目を命じられた。
明治4年（1871年）11月三田藩は尼崎藩と一緒に、兵庫県に統合されて三田藩士の立場を失う。5月に元三田藩士の三田城への登城命令があり、一時金を受け取る。6月に横浜に行き、旧藩主の九鬼隆義と白洲退蔵が経営していた志摩三商会の横浜支店の経営を任された。

### キリスト教入信
明治7年（1874年）の春に東京下谷の車坂で一人暮らしをしている養母の看護に行った。その時に早矢仕有的から買った『天道溯原』を読んだ。この本で祈祷をする習慣がついた。そして、聖書を買って読むようになった。聖書を学ぶために築地にいた合衆国長老教会の宣教師デイヴィッド・タムソンを訪ねようとしたが会えなかった。

### 神戸公会時代

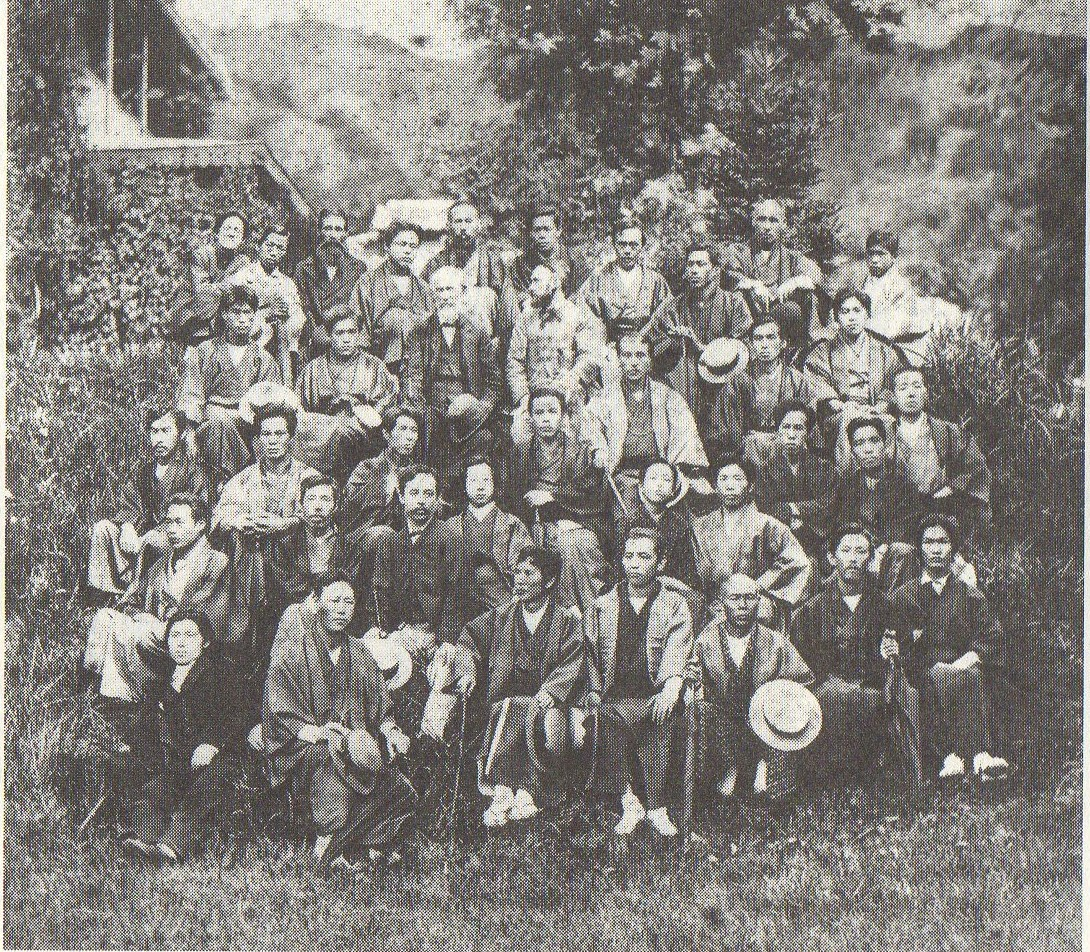
明治初期の神戸教会の男性会員、この中に村上、今村謙吉、鈴木清、ギューリック宣教師がいると言われる。

元藩主の九鬼隆義が神戸に帰るように勧めたので、病気の養母と共に神戸に帰った。神戸で明治8年（1875年）2月頃摂津第一公会に行ってみた。この時、教会は三田藩士鈴木清や前田泰一などが居た。オラメル・ギューリックの金曜日の祈祷会にも出席するようになり、今村謙吉に出会った。明治8年（1875年）5月にジェローム・デイヴィス宣教師から洗礼を受けた。その後、志摩三商会を退職することになり、前田泰一、今村謙吉と共に便利舎を起業し、英語塾と書店を始めた。しかし、新しくできた新島襄らの同志社に学生を取られ運営が破綻し閉鎖された。

### 七一雑報
明治8年（1875年）、ギューリックの提案で、キリスト教系の新聞を創刊することになり、雑報社を設立し、『七一雑報』を創刊した。今村が社長兼工場長になり、村上が編集長、ギューリックが顧問とスポンサーになった。明治8年12月28日に創刊号が刊行された。

### 牧師時代
途中で編集長が浮田和民に交代し、村上は牧師助手として兵庫教会の設立に携わることになった。明治9年（1876年）に兵庫教会が村上俊吉を牧師助手として設立された。
さらに明治10年（1877年）には摂津第一公会を母体として多聞基督教会（現:日本基督教団神戸多聞教会）が横山円造（二階堂円造）を教務主任としてギューリック、アッキンソン、村上俊吉らの助けによって18名で設立されている。
明治10年（1877年）6月、京都でアメリカン・ボードの宣教師年次総会が開催された時に、村上も沢山保羅、新島襄、金森通倫、沢茂吉ら日本人牧師と共に出席し、教会同士の交わり、入会許可の問題、教会成立の方法などを話し合った。	
明治13年（1880年）3月ギューリックが牧師がアメリカに帰国するのに伴い、日本組合基督教会兵庫教会の牧師だった村上が三田教会を兼任した。
明治16年（1883年）6月26日で、七一雑報の終刊の直前に、牧師をしながら編集長に再び復帰する。
明治23年（1890年）1月、原田助が神戸教会を辞任し、兵庫教会牧師だった村上が神戸を兼任する。明治26年（1893年）10月、多聞教会の牧師だった村上俊吉、神戸教会の本間重慶、鈴木清の三人が赤心社の共同名義になった。
1916年（大正5年）5月6日に死去する。